# Roland Kökény
Roland Kökény (Miskolc, Borsod-Abaúj-Zemplén, 24 de outubro de 1975) é um velocista húngaro na modalidade de canoagem.
Foi vencedor da medalha de ouro em K-2 1000 m em Londres 2012 com o seu colega de equipa Rudolf Dombi.